# Nowiniec
Nowiniec – przysiółek wsi Białków w Polsce, położony w województwie lubuskim, w powiecie żarskim, w gminie Lubsko, przy drodze wojewódzkiej nr 289. 
W latach 1975–1998 przysiółek administracyjnie należał do województwa zielonogórskiego.